# Megachile discolor
Megachile discolor är en biart som beskrevs av Smith 1853. Megachile discolor ingår i släktet tapetserarbin, och familjen buksamlarbin. Inga underarter finns listade i Catalogue of Life.